# Francisco Gil de Negrete
Francisco Gil de Negrete (1580-1651) fue un militar del siglo XVII, gobernador del Tucumán entre 1649 y 1651.

## Biografía
Francisco Gil de Negrete nació en 1580. Fue militar y llegó a ser maestre de campo. Combatió en Flandes, regresó a España y luego fue a  América. Instalado en Santiago de Chile, el gobernador de allí lo designó corregidor de La Serena, luego de Atacama y finalmente fue gobernador de la Provincia de Valdivia, desde donde posteriormente lo trasladaron al Tucumán, en 1649, designado como gobernador de dicha región por el rey Felipe IV.
Su administración duró hasta su fallecimiento, acaecido el 13 de junio de 1651 a sus 71 años.

## Gobierno del Tucumán (1649-1651)
Cuando el nuevo gobernador llegó a Santiago del Estero, el 10 de agosto de 1648, el pueblo salió a recibirlo. Entre quienes le dieron la bienvenida estaba un grupo de calchaquíes encabezados por el misionero jesuita Hernando de Torreblanca. El funcionario entrante y su séquito tuvieron el gesto de humildad de arrodillarse ante el sacerdote y besarle la mano, ejemplo que fue imitado por los aborígenes. Gracias a ese noble gesto, se aseguró el respeto hacia el sacerdote y el mantenimiento de la paz.
Durante su gestión comenzó la decadencia de la producción de plata en las minas de Potosí, lo que afectó seriamente a los centros comerciales de la gobernación, ya que se enviaban a esa localidad productos elaborados en la región.